# Coupe Davis 1930
La Coupe Davis 1930 est remportée par la France qui, grâce à sa victoire finale face aux États-Unis, parvient à remporter un quatrième saladier d'argent consécutif.

## Finale
Équipe de France : Jean Borotra,  Christian Boussus, Jacques Brugnon, Henri Cochet, Capitaine : Max Decugis
Équipe des États-Unis : Wilmer Allison, George Lott, John Van Ryn, William T. Tilden, Capitaine : Fitz-Eugene Dixon  
| | France | 4                              | - | 1 | États-Unis |   |   |
| --- | ------ | ------------------------------ | - | - | ---------- | - | - |
| Stade Roland-Garros, Paris |        |                                |   |   |            |   |   |
| du 25 juillet au 27 juillet 1930 |        |                                |   |   |            |   |   |
| \| 1 \| \| Jean Borotra \| 6 \| 5 \| 4 \| 5 \| \| \| 1 \| \| William T. Tilden \| 2 \| 7 \| 6 \| 7 \| \| \| 2 \| \| Henri Cochet \| 6 \| 6 \| 6 \| \| \| \| 2 \| \| George Lott \| 4 \| 2 \| 2 \| \| \| \| 3 \| \| Jacques Brugnon - Henri Cochet \| 6 \| 7 \| 1 \| 6 \| \| \| 3 \| \| Wilmer Allison - John Van Ryn \| 3 \| 5 \| 6 \| 2 \| \| \| \| \| \| \| \| \| \| \| \| 4 \| \| Jean Borotra \| 5 \| 6 \| 2 \| 6 \| 8 \| \| 4 \| \| George Lott \| 7 \| 3 \| 6 \| 2 \| 6 \| \| \| \| \| \| \| \| \| \| \| 5 \| \| Henri Cochet \| 4 \| 6 \| 6 \| 7 \| \| \| 5 \| \| William T. Tilden \| 6 \| 3 \| 1 \| 5 \| \| \| \| \| \| \| \| \| \| \| |        |                                |   |   |            |   |   |
| 1 |        | Jean Borotra                   | 6 | 5 | 4          | 5 |   |
| 1 |        | William T. Tilden              | 2 | 7 | 6          | 7 |   |
| 2 |        | Henri Cochet                   | 6 | 6 | 6          |   |   |
| 2 |        | George Lott                    | 4 | 2 | 2          |   |   |
| 3 |        | Jacques Brugnon - Henri Cochet | 6 | 7 | 1          | 6 |   |
| 3 |        | Wilmer Allison - John Van Ryn  | 3 | 5 | 6          | 2 |   |
| |        |                                |   |   |            |   |   |
| 4 |        | Jean Borotra                   | 5 | 6 | 2          | 6 | 8 |
| 4 |        | George Lott                    | 7 | 3 | 6          | 2 | 6 |
| |        |                                |   |   |            |   |   |
| 5 |        | Henri Cochet                   | 4 | 6 | 6          | 7 |   |
| 5 |        | William T. Tilden              | 6 | 3 | 1          | 5 |   |
| |        |                                |   |   |            |   |   |